# Holotrichia nubiliventris
Holotrichia nubiliventris är en skalbaggsart som beskrevs av Bates 1891. Holotrichia nubiliventris ingår i släktet Holotrichia och familjen Melolonthidae. Inga underarter finns listade i Catalogue of Life.